# Coccinellomima shelfordi
Coccinellomima shelfordi är en insektsart som beskrevs av Heinrich Hugo Karny 1932. Coccinellomima shelfordi ingår i släktet Coccinellomima och familjen Anostostomatidae. Inga underarter finns listade i Catalogue of Life.